# Cố Luân Ngao Hán Công chúa
Cố Luân Ngao Hán Công chúa (chữ Hán: 固倫敖漢公主; 1621 – 1654), Công chúa nhà Thanh, là Hoàng trưởng nữ của Thanh Thái Tông Hoàng Thái Cực.

## Cuộc đời
Cố Luân Ngao Hán Công chúa sinh ngày 12 tháng 3 (âm lịch), năm Thiên Mệnh thứ 6 (1621), khi đó Hoàng Thái Cực vẫn còn là Hòa Thạc Bối lặc. Sinh mẫu là Kế phi Ô Lạp Nạp Lạt thị. Bà là em ruột của Túc Vũ Thân vương Hào Cách và Lạc Cách (洛格). Tháng 12 năm Thiên Thông nguyên niên (1627), không lâu sau Hoàng Thái Cực lên ngôi Hoàng Đế, Trát Tác Khắc Đa La Quận vương Tái Thần Trắc Lễ Khắc Đồ của Ngao Hán bộ thỉnh hôn với Hoàng Thái Cực. Hoàng Thái Cực liền hứa gả trưởng nữ gần 7 tuổi cho con trai của Tái Thần Trác Lễ Khắc Đồ là Ban Đệ, cả hai tiến hành lễ đính hôn.
Năm thứ 7 (1633), tháng 1, Hoàng trưởng nữ 13 tuổi, Ban Đệ hướng Hoàng Thái Cực thỉnh hôn, lại dâng lên yên ngựa, áo giáp, lạc đà. Hoàng Thái Cực liền thực hiện ước hẹn trước đó, chấp thuận gả Hoàng trưởng nữ, thiết đại yến cho Ban Đệ, lại ban thưởng đồ bồi giá rất phong phú. Đến ngày 18 tháng 4, Hoàng Thái Cực cùng các Bối lặc, Phúc tấn, Hoàng tử, Hoàng nữ đưa tiễn Công chúa về Ngao Hán bộ. Theo tập tục đương thời, bà được xưng là Ngao Hán Công chúa (敖漢公主).

### Hôn nhân
Năm Thiên Thông thứ 8 (1634), tháng 11, Ngạch phò Ban Đệ cùng Công chúa quy ninh (ý chỉ về nhà thăm cha mẹ), Trung cung Đại phúc tấn Triết Triết suất chư Bối Lặc Phúc tấn nghênh đón. Ngày hôm sau, bà và Ngạch phò cùng nhau bái kiến Thái Tông Hoàng Thái Cực, Ban Đệ dâng lên diên yến cùng ngựa, lạc đà, trâu, dê. Năm thứ 9 (1635), tháng 8, Ngạch phò Ban Đệ lần thứ 2 cùng bà quy ninh, lại được Trung cung Đại phúc tấn, Trắc phúc tấn cùng các Bối Lặc phúc tấn ra ngoài thành Thịnh Kinh thiết đại yến nghênh đón. Hôm sau, Thái Tông gọi hai người tiến cung tham gia thịnh yến. Ngạch phò lại lấy lễ quy ninh mà dâng lên điêu an mã (yên ngựa chạm trỗ hoa văn), lạc đà, trâu, dê các loại. Đến ngày thứ 3, hai người lại chuẩn bị thịnh diên tiến hiến cho Thái Tông. Sau khi bà cùng Ngạch phò trở về bản bộ, Thái Tông lại thưởng rất nhiều vật phẩm, trong đó có phục sức, vải vóc ước chừng 31 loại, khoảng 1271 kiện; châu bảo đồ trang sức, dụng cụ sinh hoạt như chén bát bàn đĩa ấm cùng hộp tủ các loại nhiều vô số kể. Năm Sùng Đức nguyên niên (1636), Hoàng Thái Cực lên ngôi Hoàng đế, lấy niên hiệu là Sùng Đức, cải quốc hiệu là Đại Thanh, đổi tộc Nữ Chân thành Mãn Châu. Ông cũng phong hiệu cho 7 Công chúa là chị em, con gái hoặc nữ giới thân tộc. Bà được phong tước hiệu Cố Luân Công chúa (固倫公主).
Cũng trong năm 1636, Ngạch phò Ban Đệ được phong Trác Tát Khắc Đa La Quận vương, sau lại trở thành người lĩnh kỳ của Ngao Hán bộ thuộc minh Chiêu Ô Đạt. Năm thứ 3 (1638), tháng 12, bà cùng Ngạch phò lại lần nữa triều bái, Thái Tông lệnh Trịnh Thân vương Tế Nhĩ Cáp Lãng làm tiệc nghênh đón. Ngạch phò làm thịt súc vật 49 con, chuẩn bị tại thịnh tiệc tại Sùng chính điện hiến cho Thái Tông Hoàng Thái Cực, để bày tỏ tấm lòng trung hiếu. Năm thứ 4 (1639), tháng giêng, Ngao Hán bộ Cố Luân Ngạch phò Ban Đệ vì được phong Đa La Quận vương mà tạ ơn, cống phẩm dự định lại hiến lạc đà cùng ngựa, Thái Tông rất khen ngợi, nhưng lại không chịu thu cống phẩm của Ngạch phò. Đến tháng 2, Ngao Hán bộ Cố Luân Công chúa cùng Ngạch phò trở về Mông Cổ bản bộ, Trung cung Hoàng Hậu Triết Triết suất chư vương phúc tấn đưa tiễn đến tận Diễn Võ Trường, thiết yến đưa tiễn. Năm thứ 6 (1641), tháng 10, Ngao Hán bộ Cố Luân Ngạch phò Đa La Quận vương Ban Đệ, Cố Luân Công chúa lại cống ngựa, lạc đà, lông chồn, đến phúng điếu tang lễ Thần Phi, Thái Tông ngay tại Thanh Ninh cung ban thưởng yến tiệc cho bà cùng Ngạch phò. Năm thứ 8 (1643), ngày 6 tháng 8, bà cùng Ngạch phò lại đến Thịnh Kinh, Hoàng Hậu Triết Triết suất chư vương phúc tấn nghênh đón tại Diễn Võ Trường, thiết yến khoản đãi, đón vào thành Thịnh Kinh. Ngày 8, phu thê hai người tham gia hôn lễ của Thái Tông Hoàng ngũ nữ (tức Cố Luân Thục Tuệ Trưởng Công chúa) tại Sùng Chính điện. Đến tháng 9, Thái Tông đột nhiên băng thệ, bà và Ngạch phò cùng nhau tham gia tang lễ Thái Tông.
Có thể thấy được, sau khi hạ giá, bà và Ngạch phò đến Kinh sư rất nhiều lần, hầu hết đều là hai người cùng đi. Luận theo việc công, là đại biểu Ngoại phiên Mông Cổ Ngao Hán bộ đến đây tiến cống, là vì tận trung. Luận theo việc tư, thì là tuân thủ nghiêm ngặt lễ nghĩa, hồi báo Hãn A Mã, là vì tận hiếu. Đối với điều này, Thái Tông cũng tán thưởng có thêm, mỗi lần bà cùng Ngạch phò đến, phần lớn đều là Trung cung Hoàng Hậu tự mình ra nghênh đón. Lúc trở về, Thái Tông cũng lấy lễ đưa tiễn, lại thưởng thêm rất nhiều vật phẩm. Về xưng hào của bà cùng Ngạch phò cũng không ngừng biến hóa. Năm Sùng Đức nguyên niên (1636), Đại Thanh lập quốc, bà được phong là Cố Luân Công chúa, mà Ban Đệ ngoại trừ thân phận Cố Luân Ngạch phò còn được phong Đa La Quận vương, trong 26 ngưu lộc của Ngao Hán bộ được độc lĩnh 17 ngưu lộc, vượt xa so với bá phụ Tắc Nặc Mộc Đỗ Lăng (Ngạch phò của Mãng Cổ Tế – Hoàng nữ thứ ba của Nỗ Nhĩ Cáp Xích) mà trở thành người đứng đầu Bộ. Bởi vậy, trong tư liệu lịch sử, Ngao Hán Công chúa biến thành "Ngao Hán Cố Luân Công chúa", Ngạch phò Ban Đệ biến thành "Ngao Hán bộ Cố Luân Ngạch phò Đa La Quận vương Ban Đệ".

## Hậu sự
Năm Thuận Trị thứ 11 (1654), bà qua đời, hưởng dương 34 tuổi. Triều đình y theo lễ của Cố Luân Công chúa, đặc phái Nội đại thần Sách Ni suất Nhất đẳng Tử Ni Kham phu phụ, Nhất đẳng Thị vệ Ngạch Sắc Y phu phụ, Lễ bộ Thị lang Ác Ách, Lý Phiên viện Thị lang Tịch Đạt Lễ mang theo ấm một cái, thác bàn 1 đôi, giấy ngũ sắc 1 vạn trương, 1 đầu trâu, dê 8 con, rượu 9 hũ, đến Ngao Hán bộ làm lễ tế bái.
Trong "Thanh nội bí thư viện Mông Cổ văn đương án hối biên Hán dịch" có ghi chép lại về Tế văn của Công chúa:
| “                           | 顺治帝遣官致祭敖汉部固伦公主之册文, 皇帝敕谕, 今遣内臣索尼致祭敖汉部固伦公主祭词曰, 尔公主为乃父太宗所生亲长姐, 天生心性持重, 为人行事孝 䖍, 下嫁某藩部之王, 琴瑟和谐, 生养孝子贤女, 箴矩远闻於闰门. 朕以为如同松柏常青, 惊闻如同紫兰花变色般遂然故去. 朕心哀痛异常, 聊备祭品, 以略表仁爱之意. 呜呼! 贤惠德行声闻於家庭, 名垂青史. 因直系亲属, 故用刻有龙纹纸祭文, 以示敬意. 若尔在天之灵有知, 则来尚飨. 。 Thuận Trị Đế khiển quan trí tế Ngao Hán bộ Cố Luân Công chúa chi sách văn, Hoàng Đế sắc dụ, kim khiển nội thần Sách Ni trí tế Ngao Hán bộ Cố Luân Công chúa tế từ viết, nhĩ Công chúa vi nãi phụ Thái Tông sở sinh thân trưởng tỷ, thiên sinh tâm tính trì trọng, vi nhân hành sự hiếu kiền, hạ giá mỗ phiên bộ chi Vương, cầm sắt hòa hài, sinh dưỡng hiếu tử hiền nữ, châm củ viễn văn vu nhuận môn. Trẫm dĩ vi như đồng tùng bách thường thanh, kinh văn như đồng tử lan hoa biến sắc bàn toại nhiên cố khứ. Trẫm tâm ai thống dị thường, liêu bị tế phẩm, dĩ lược biểu nhân ái chi ý. Ô hô! Hiền huệ đức hành thanh văn vu gia đình, danh thùy thanh sử. Nhân trực hệ thân chúc, cố dụng khắc hữu long văn chỉ tế văn, dĩ kỳ kính ý. Nhược nhĩ tại thiên chi linh hữu tri, tắc lai thượng hưởng. | ” |
| — Tế văn Ngao Hán Công Chúa | |   |

Bởi vì bà mất đột ngột, Thuận Trị đế đặc biệt chuẩn bị tế lễ, phái đại thần trí tế. Tế văn không chỉ nói rõ Ngao Hán Công chúa cùng Ngạch phò Ban Đệ phu thê tình thâm, đồng thời cũng cho thấy rằng bà phẩm hạnh đoan trang, có tu dưỡng, là một hiền thê lương mẫu.
Sau khi bà mất, được an táng ở Ngao Hán bộ, phía Tây trung du sông Mạnh Hà. Công chúa viên tẩm, trong những năm Quang Tự được triều đình trùng tu, đến nay vẫn tồn tại. Mà những người theo bà xuất giá thì trở thành người thủ hộ cho Công chúa viên tẩm. Đến hiện tại, những họ như Mã, Tần, Bạch, Tôn, Diệp, vương, Lục chính là hậu duệ của những người thủ hộ Công chúa viên tẩm, họ trở thành một phần của người bản địa.

## Gia quyến

### Con cái
Tất cả người con của Ngạch phò Ban Đệ đều là Công chúa sở sinh, tổng cộng là 4 con trai 1 con gái
- Con trai:
  1. Ôn Bố (温布), được phong Mặc Nhĩ Căn Ba Đồ Lỗ (墨尔根巴图鲁), sau thừa tập hàm Quận vương xưng Ngao Hán bộ Đa la Mặc Nhĩ Căn Ba Đồ Lỗ Quận vương
  2. Mạc Nhĩ Kỳ (鄂其尔), được phong Tề Luân Ba Đồ Lỗ (齐伦巴图鲁)
  3. Đặc Cổ Tư (特古斯)
  4. An Tháp A Vưu Tây (安塔阿尤西)
- Con gái: Gả cho Tôn Tư Khắc, sinh được Tôn Thừa Vận và Tôn Thừa Ân. Tôn Thừa Vận sau lấy Hòa Thạc Khác Tĩnh Công chúa, con gái của Khang Hi.
- Tằng tôn: La Bặc Tàng (罗卜藏), được phong Bối tử, trước cưới Huyện chủ – con gái thứ bảy của Hiển Thân vương Đan Trăn, sau cưới Huyện quân – con gái trưởng của Phụ Quốc công Bảo Thụ.

### Hậu duệ
Bà cùng Ngạch phò Ban Đệ ở phương diện con cái có thể xưng là "nhất chi độc tú", hai người sinh được 4 nam 1 nữ, nhiều nhất trong tất cả các Công chúa nhà Thanh. Phong hào Đa La Quận vương của Ngạch phò do con trai trưởng Ôn Bố tập tước, xưng Ngao Hán bộ Đa La Mặc Nhĩ Căn Ba Đồ Lỗ Quận vương (敖汉部多罗墨尔根巴图鲁郡王). Theo chế độ nhà Thanh, cấp bậc của Cố Luân Công chúa tương đương với Hòa Thạc Thân vương, Hòa Thạc Công chúa tương đương với Đa La Quận vương, phía dưới cứ y theo mà giảm xuống. Nhưng cho dù là con trai của Cố Luân Công chúa hay Hòa Thạc Công chúa thì tất cả đều phong Nhất đẳng Thai Cát (一等台吉) hoặc Nhất đẳng Tháp Bố Nang (一等塔布囊). Còn con trai của Mông Cổ Ngạch phò có được phong hay không, phong đẳng cấp gì, thì còn phải xem xét người đó có phải Hoàng nữ sở xuất hay không, tức là có huyết thống Hoàng Gia hay không. Hơn nữa, trong những người con của Công chúa, ngoại trừ 1 người được tập tước thì còn lại đều phong Tam đẳng Thai Cát hoặc Tháp Bố Nang. Nếu như cấp bậc Công chúa cao hơn Ngạch phò thì con của Công chúa sẽ được thụ phong theo mẹ, tuổi được thụ phong thường là 18. Về mặc cấp bậc, Nhất đẳng Thai Cát hay Tháp Bố Nang đều tương đương với Quan Nhất phẩm của triều đình, phía dưới tương tự. Vì vậy, hậu duệ của bà ngoại trừ con trai trưởng Ôn Bố kế thừa tước Đa La Quận vương, còn lại con trai thứ 3 và thứ 4 đều theo mẹ – Hoàng trưởng nữ Cố Luân Công chúa – mà được phong Nhất đẳng Đài Cát hoặc Tháp Bố Nang.
Theo tư liệu lịch sử ghi chép lại, cả con trai trưởng và con trai thứ 2 của bà đều cưới Quận Chúa hoàng gia (thân phụ cần khảo cứu thêm). Cháu nội của Công chúa là Cổn Bố Tắc (衮布则) lại cưới cháu nội của Thái Tông, con gái của Phụ quốc công Thao Tắc. Không chỉ vậy, hậu duệ của Ngao Hán Công chúa cùng Ngạch phò trong những năm Khang Hy, Ung Chính, Càn Long cũng được chỉ định là Ngạch phò, vả lại còn nhiều lần bình định phản loạn như Sát Cáp Nhĩ Bố Nhĩ Ni (con trai của Thái Tông Hoàng tứ nữ Mã Khách Tháp), Chuẩn Cát Nhĩ bộ Cát Nhĩ Đan,... lập nhiều công huân, nhiều thế hệ thừa tập Trát Tát Khắc Đa La Quận vương, đạt được sự trọng dụng của Hoàng Đế nhà Thanh.